# Siq al-Berid
Siq al-Berid of “Klein Petra” is een archeologische vindplaats in Jordanië, enkele kilometers ten noorden van Petra. De bloeiperiode van deze plaats dateert uit de tijd van de Nabateeërs. 
Net als bij Petra is Siq al-Berid bereikbaar via een kloof (een siq) tussen de bergwanden. In vergelijking met de siq van Petra, welke 1200 meter lang is, is deze nauwelijks 350 meter.
De aanwezige gebouwen zijn in de rotsen uitgehouwen. Men vindt er tempels, bi- en triclinia ((eet)zalen met banken aan twee respectievelijk drie zijden in U-vorm), woonhuizen. Opvallend zijn de eveneens in de rots uitgehouwen trappen die langs de bergwanden naar boven leiden.

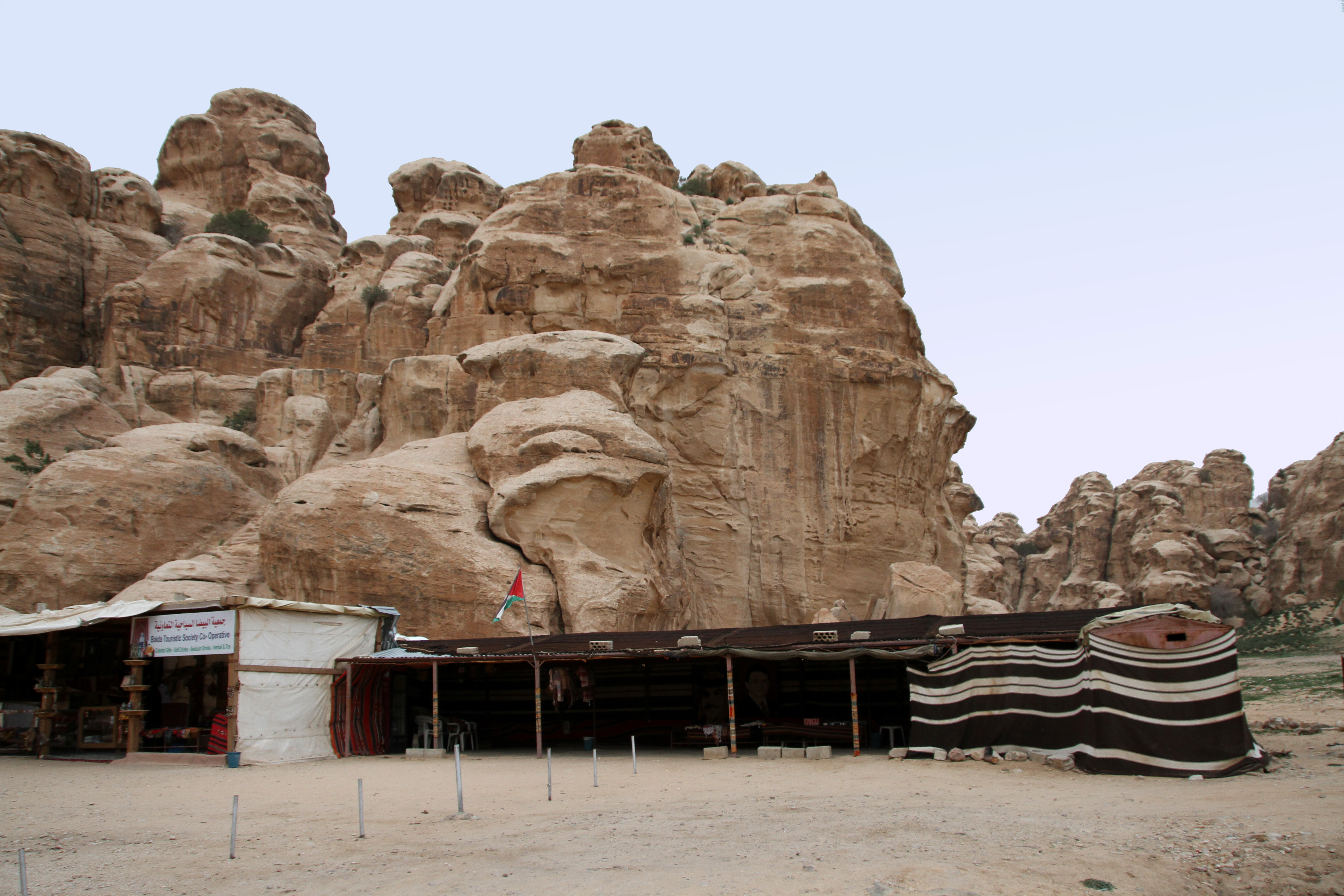
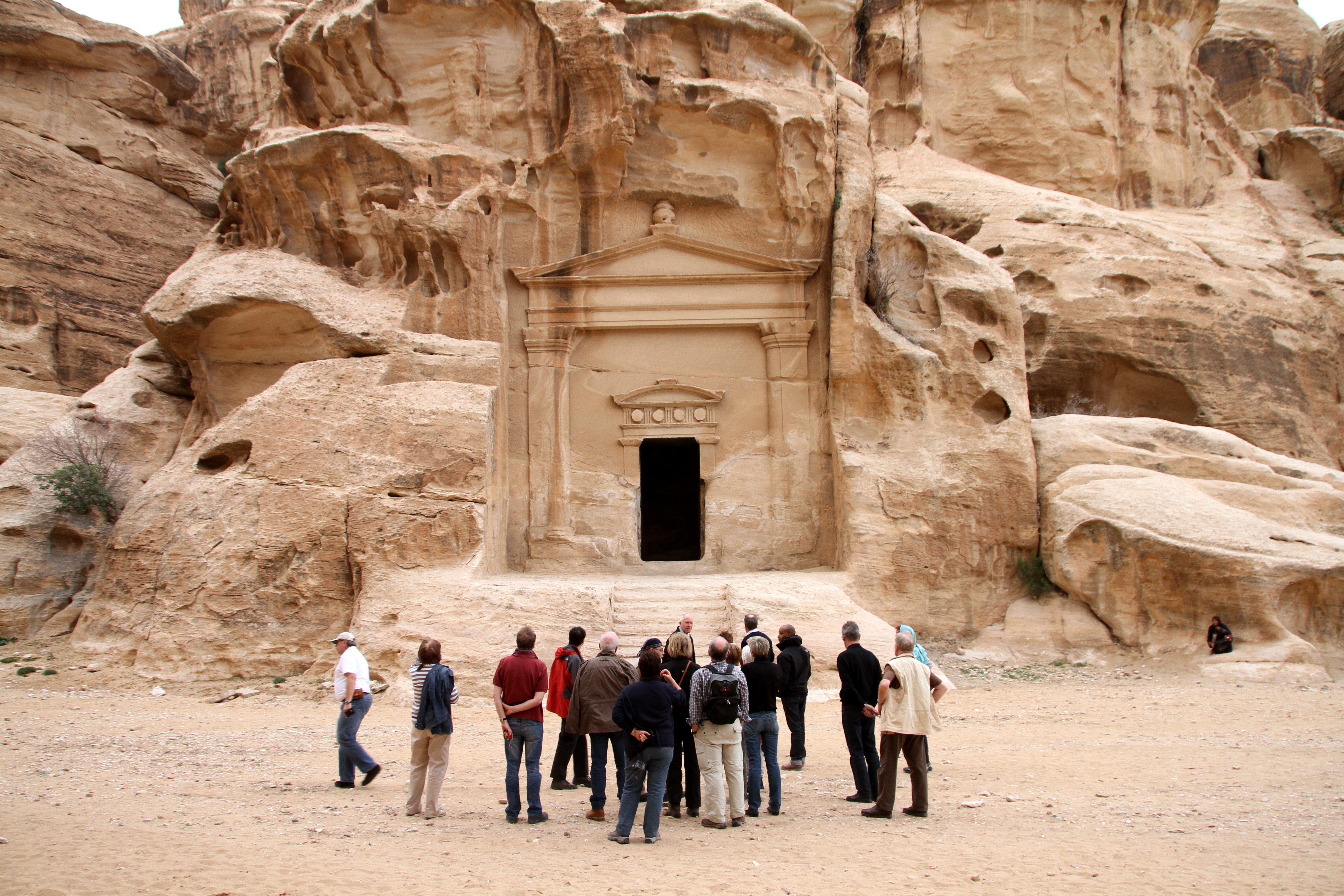
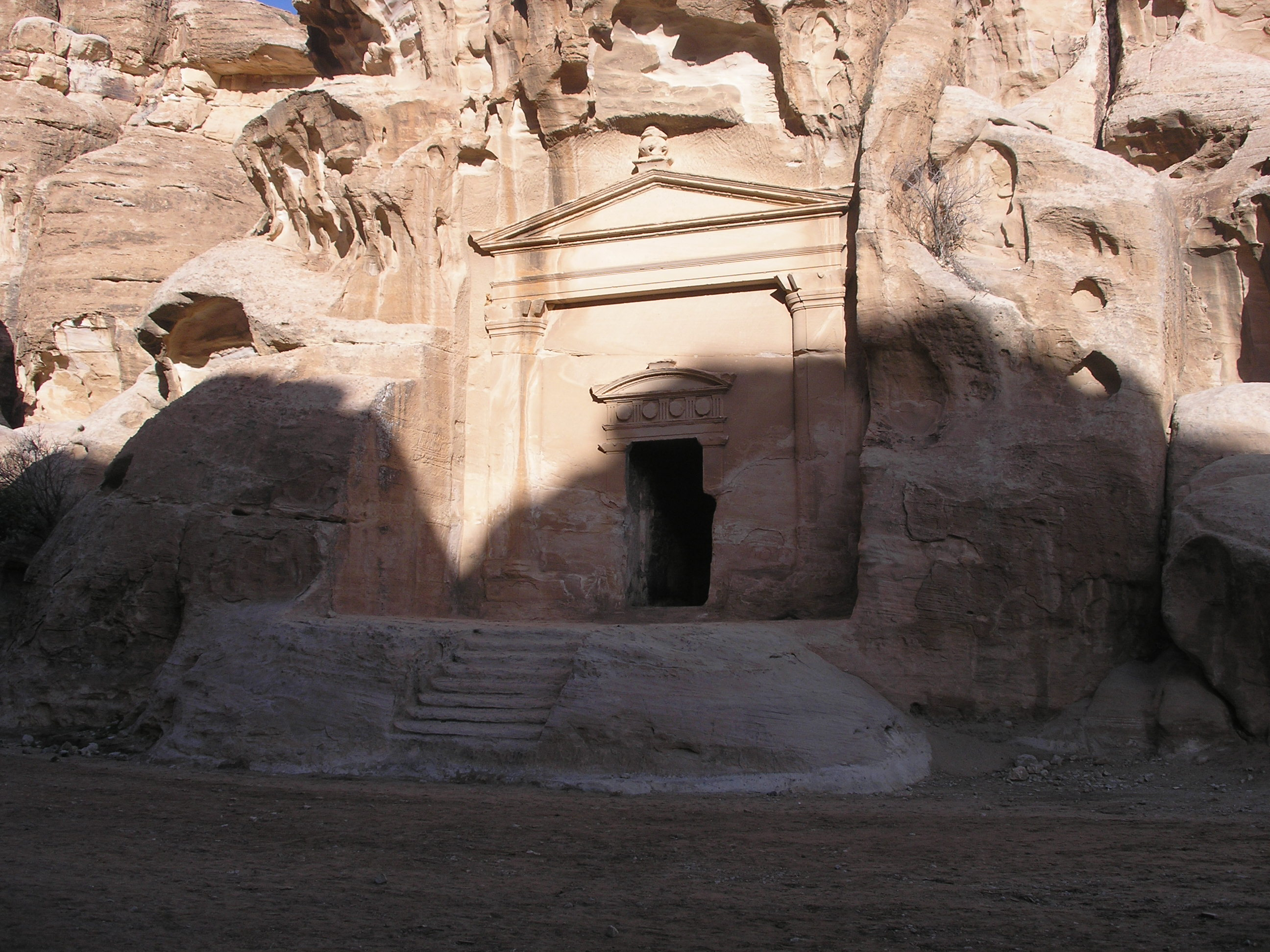
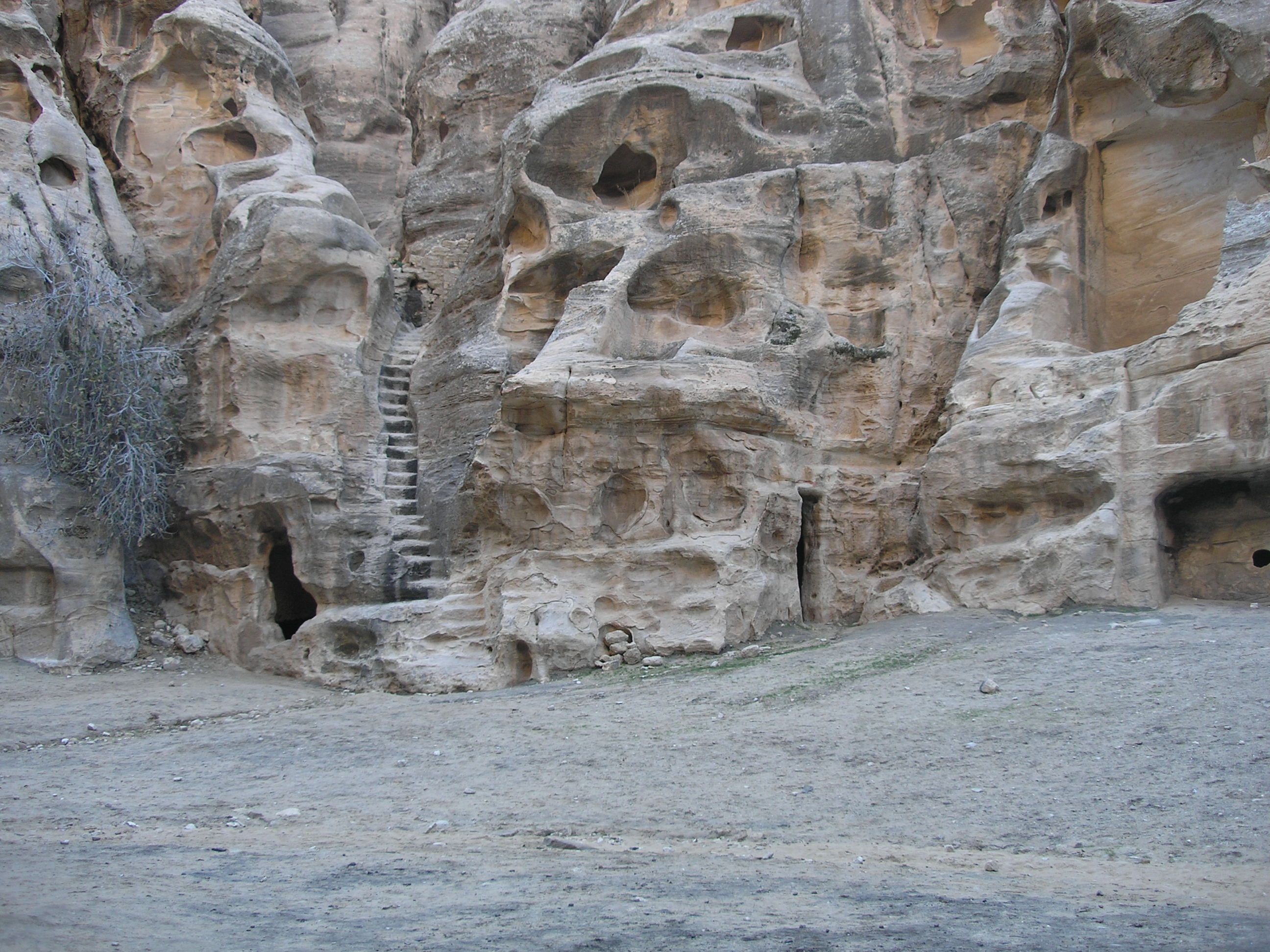
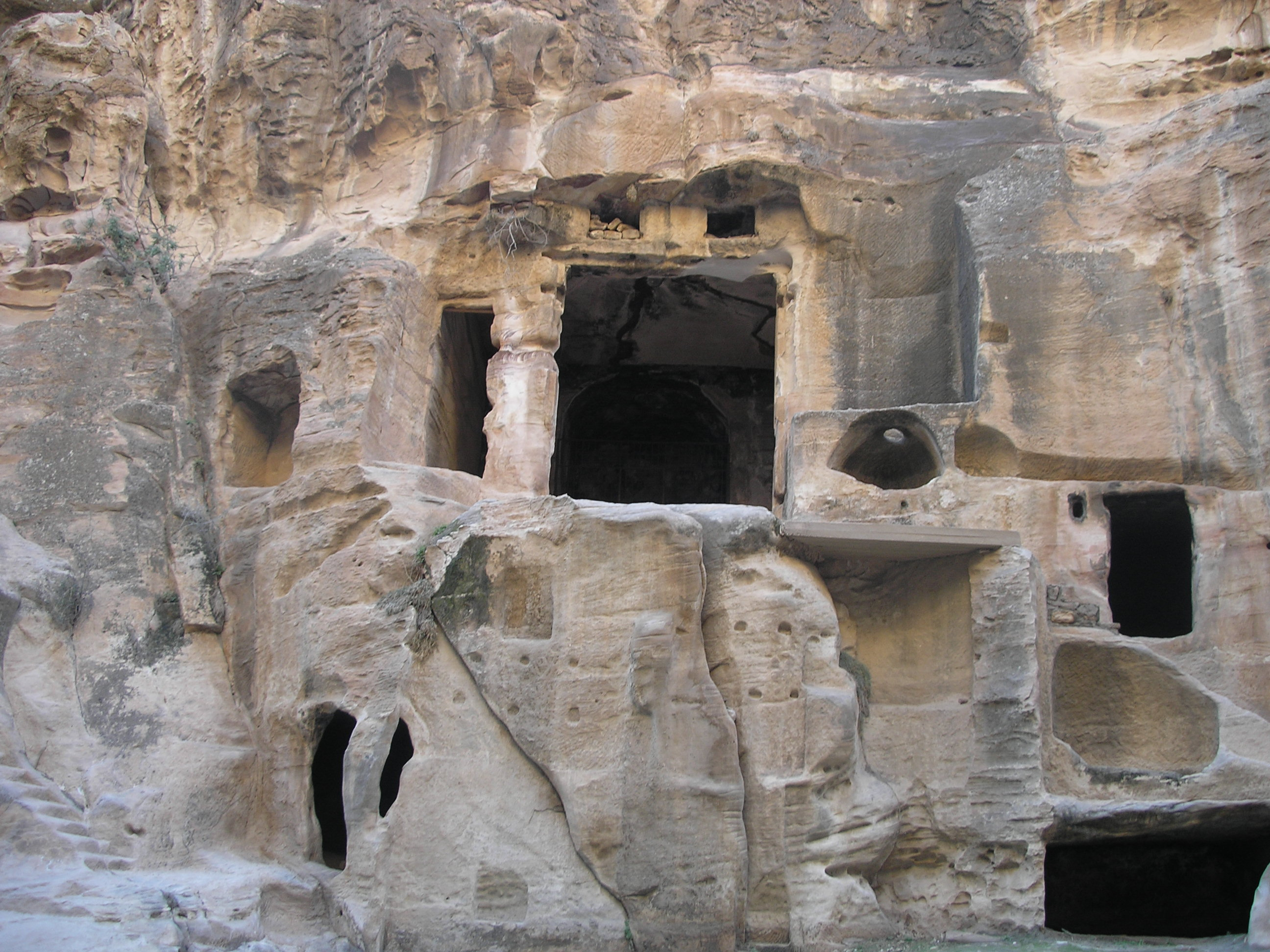
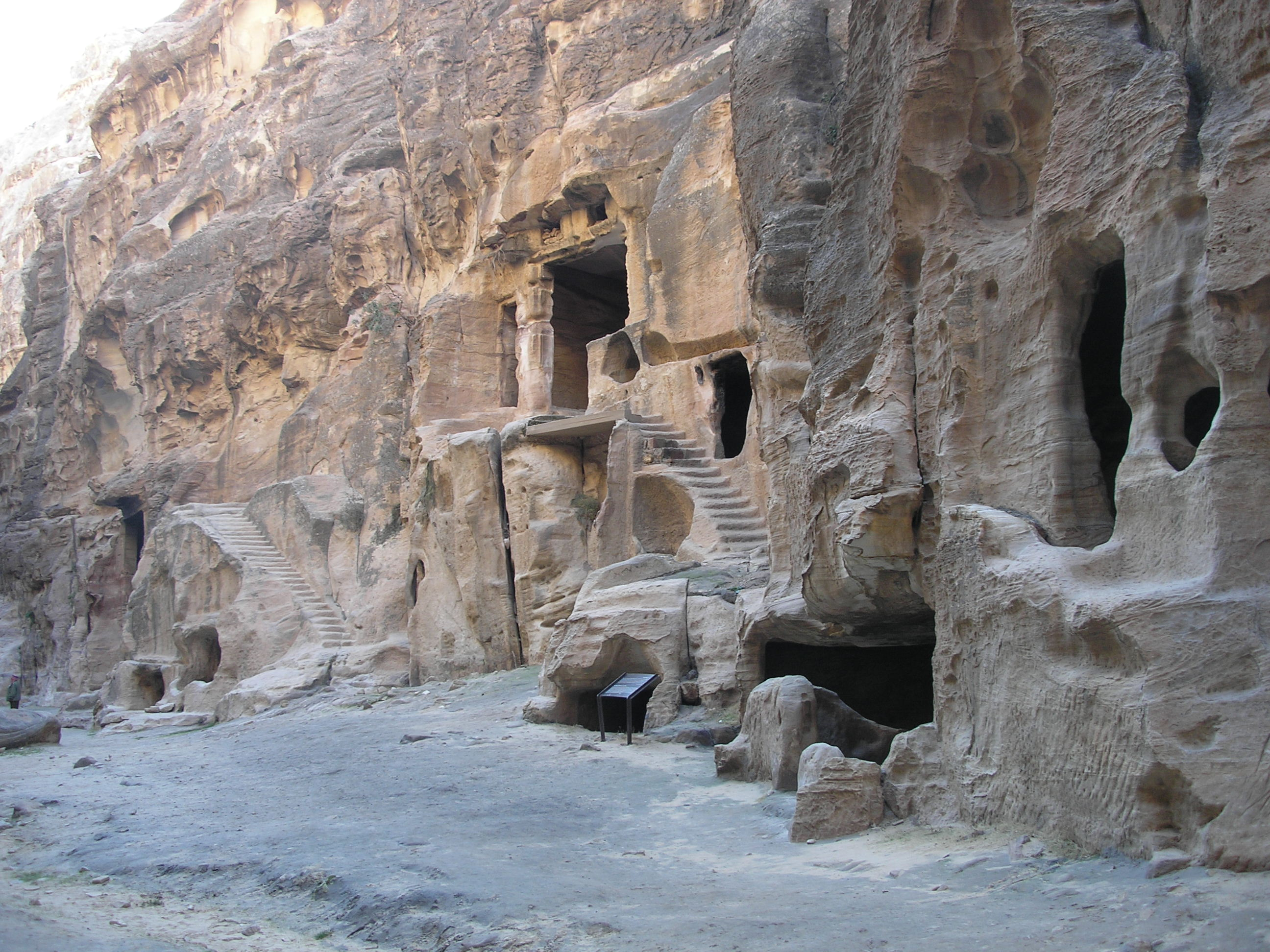
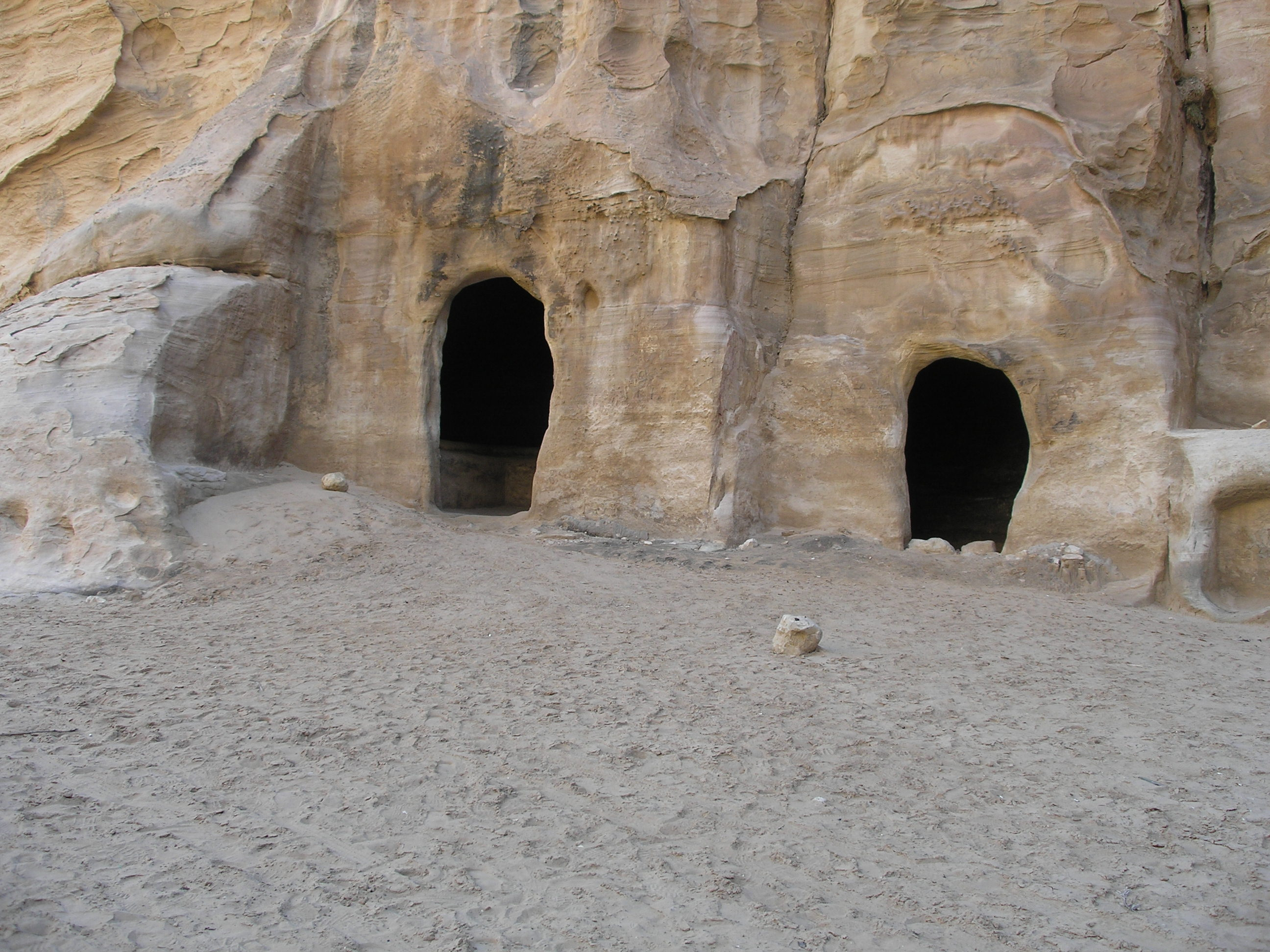
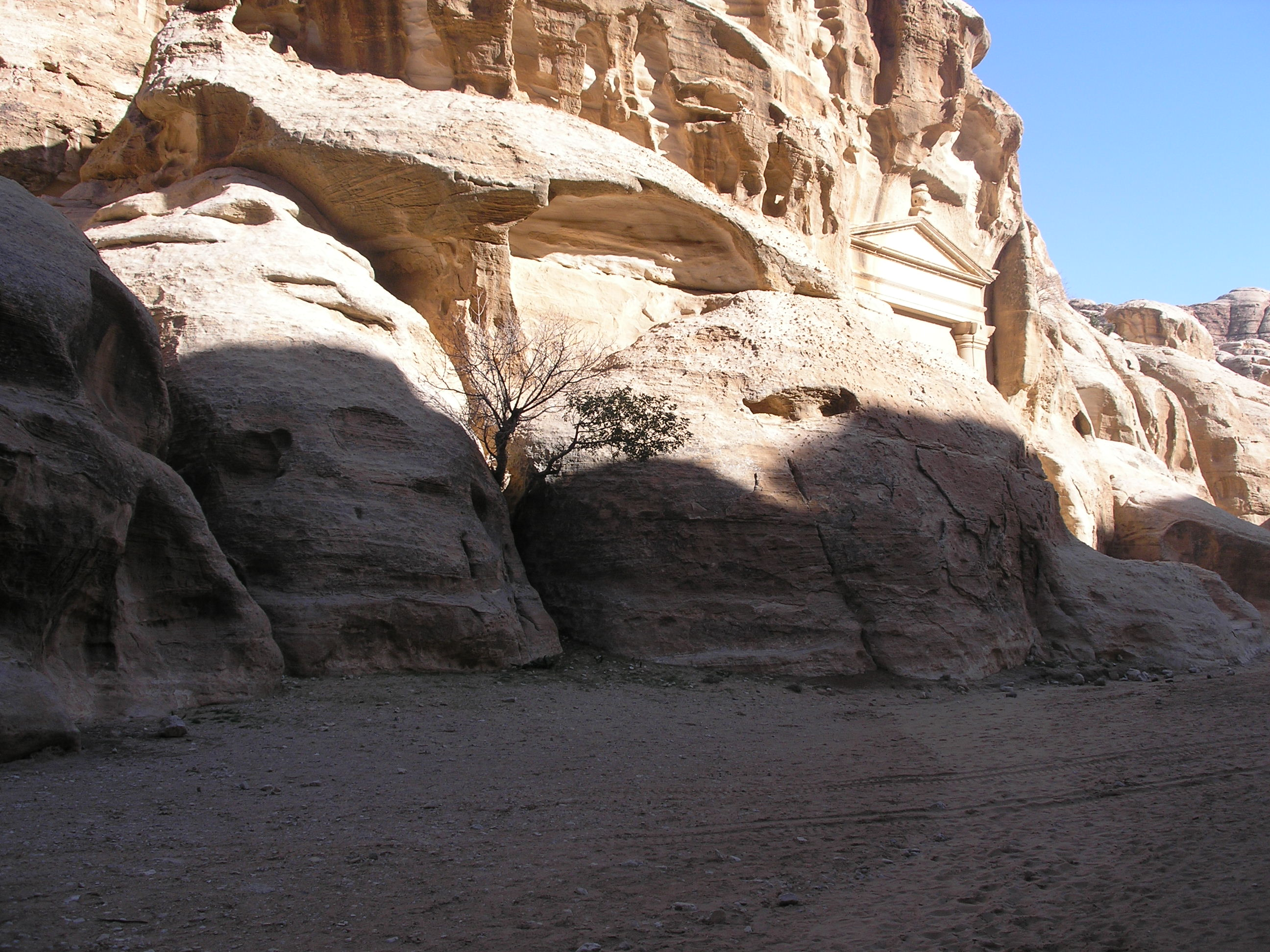
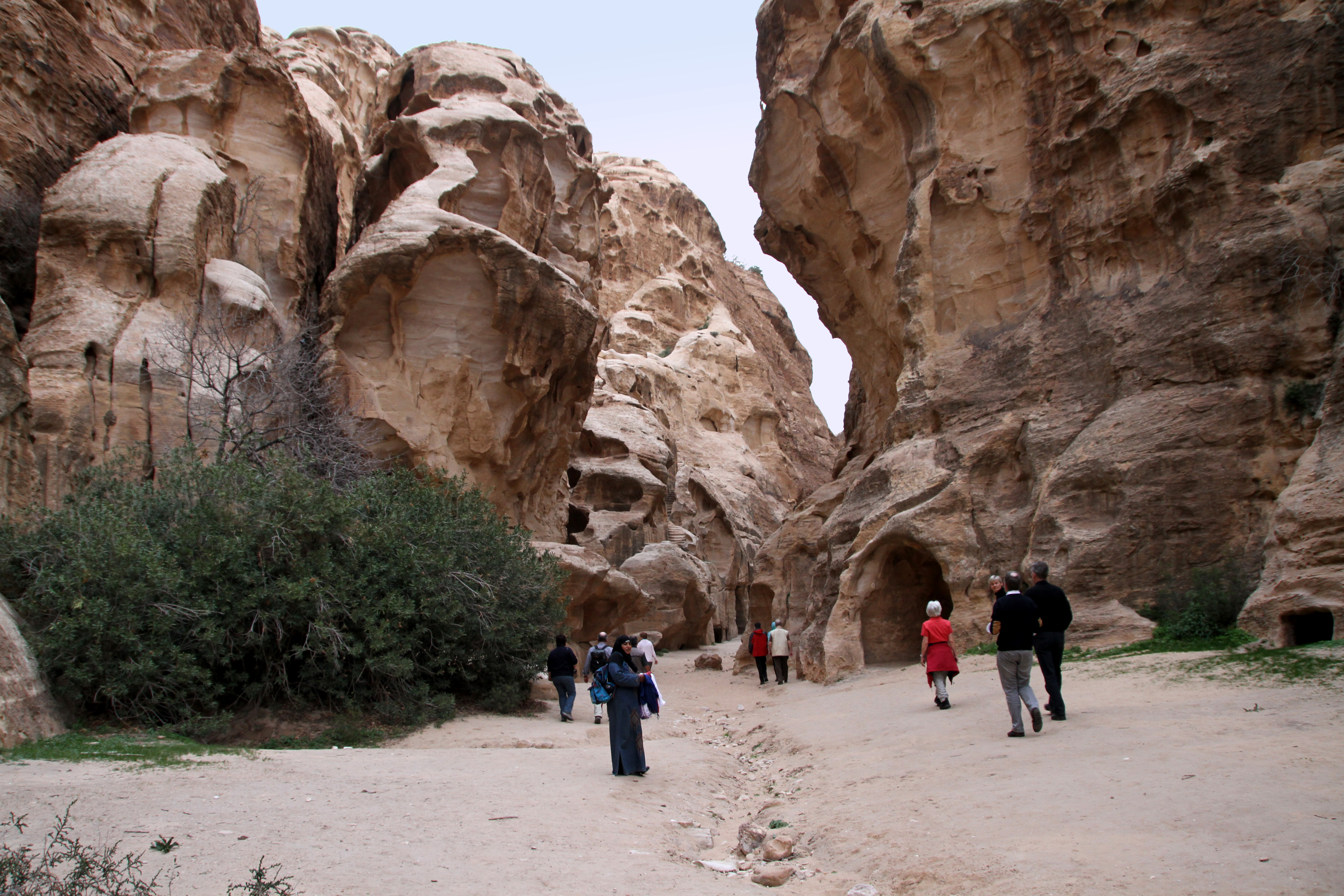
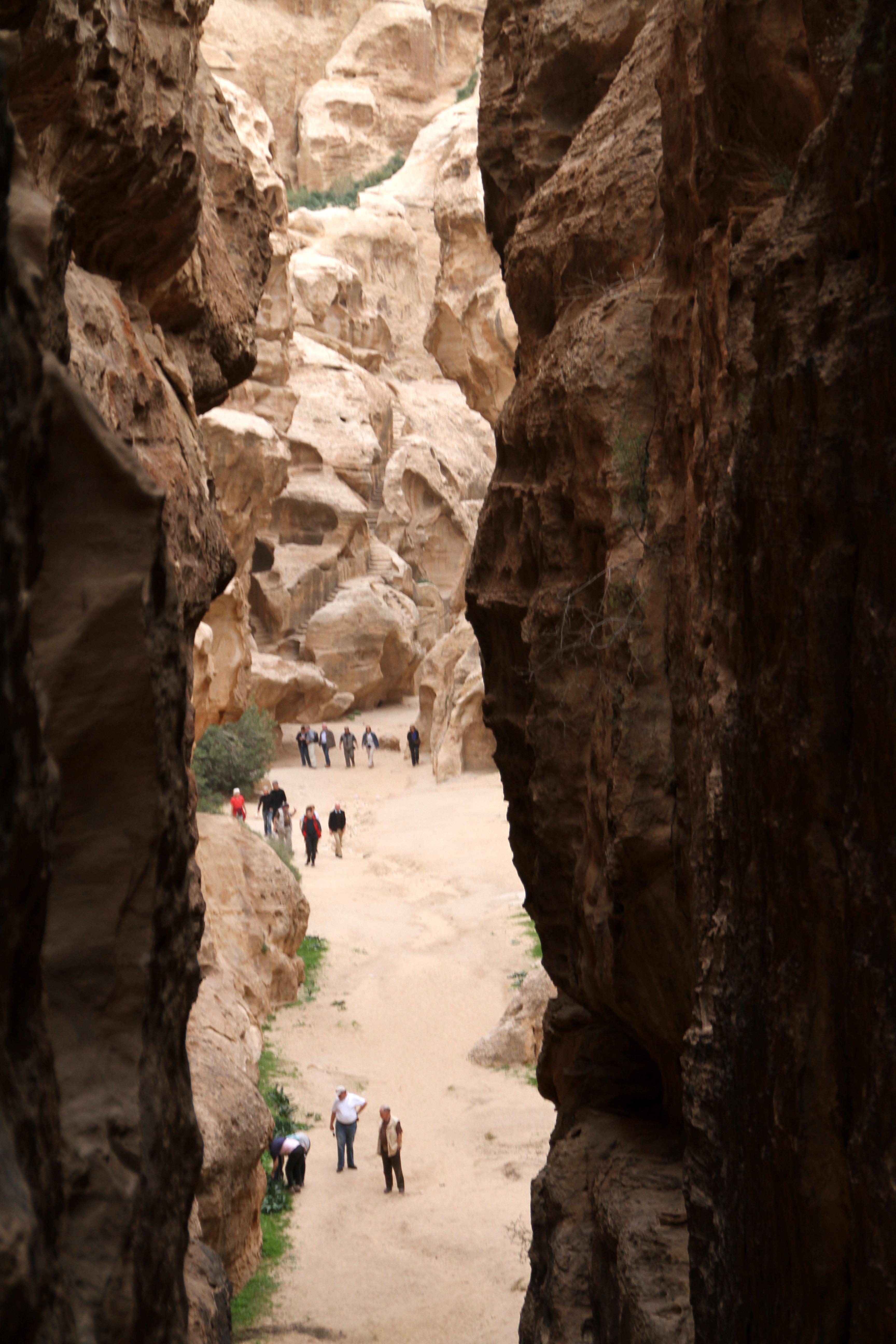